# Dominikus Madlener
Dominikus V. Madlener OSB (* 14. Mai 1923 in Nürnberg als Hermann Madlener; † 13. April 2013 in Regensburg) war von 1976 bis 1993 Abt des Benediktinerklosters Plankstetten im Bistum Eichstätt.

## Leben und Wirken
Als Sohn eines Mechanikermeisters wuchs Hermann Madlener in der katholischen Pfarrei St. Walburga in Nürnberg-Eibach auf und erlernte den Beruf des Elektromaschinenbauers. Von 1942 bis 1945 leistete er Kriegsdienst im Zweiten Weltkrieg und kam nach Kriegsende als Spätberufener an das damalige Benediktiner-Seminar St. Benedikt in Eichstätt. Nach dem Abitur 1948 am Humanistischen Gymnasium Eichstätt trat er in die Ordensgemeinschaft der Benediktiner ein.
Sein Noviziat absolvierte er im Benediktinerkloster in Plankstetten und legte am 2. Oktober 1949 unter dem Ordensnamen Dominikus die Profess ab. Nach dem Studium der Philosophie und Theologie in Eichstätt empfing er am 29. Juni 1954 durch den Eichstätter Bischof Joseph Schröffer die Priesterweihe.
Er absolvierte von 1955 bis 1958 an der Technischen Hochschule in Weihenstephan ein Landwirtschaftsstudium (Diplomlandwirt), als Zweitstudium und in München eine Ausbildung zum Realschullehrer. Als solcher und als Erzieher wurde er ab 1960 an der vierklassigen Kloster-Realschule Plankstetten tätig. Am 28. Juli 1976 wurde er, seit 1975 Prior und Novizenmeister, zum Abt gewählt, noch am gleichen Tag in sein Amt eingeführt und am 25. September 1976 als Dominikus V. kirchlich durch den Eichstätter Bischof Alois Brems zum Abt geweiht. Als lateinischen Wahlspruch erwählte er sich: „Christo vero regi“ („Christus dem wahren König“).
Unter ihm wurde das Refektorium des Klosters umgestaltet, ein Rekreationszimmer eingerichtet, die Chorkapelle neu ausgestattet und das Jugendhaus Schneemühle aufgebaut sowie 1980 die noch heute monatlich stattfindende Jugendvesper geschaffen. Nach Schließung der Realschule errichtete er das Gästehaus St. Gregor. Indem er die Wegrationalisierung der klösterlichen Landwirtschaft verhinderte, wurde er zum Wegbereiter des heutigen „grünen Vorzeigeklosters“ Plankstetten.
Dort lebte er als Altabt, nachdem er am 13. Juli 1993 sein Amt in jüngere Hände gelegt hatte. Seine Nachfolge trat Gregor Maria Hanke an.